# Джо Бойд
Джо Бойд (на английски: Joe Boyd) е американски музикален продуцент.
Роден е на 5 август 1942 година в Бостън. Завършва Харвардския университет, след което започва работа в музикалния бизнес. През следващите десетилетия продуцира записи на известни изпълнители, като „Пинк Флойд“, „Феърпорт Конвеншън“, Сенди Дени, Ник Дрейк, „Инкредъбъл Стринг Бенд“, „Ар И Ем“, Джон Мартин. През 80-те ръководи собствен лейбъл, ориентиран главно към британска фолклорна музика – „Ханибал Рекърдс“.
Джо Бойд изиграва важна роля за популяризирането в чужбина на българската народна музика. През 70-те години продуцира концерти на Държавния фолклорен ансамбъл, а през 1987 година създава концертната група „Балкана“. През следващите години продуцира няколко албума на „Балкана“, Трио „Българка“ и Иво Папазов.